# 캣츠토피아
《캣츠토피아》(중국어: 貓與桃花源)는 2018년 공개한 중국의 애니메이션, 판타지 영화이다.

## 출연

### 국내
- 유민상 : 블랭키 역 (목소리)
- 오나미 : 케이프 역 (목소리)
- 박지현 : 맥 역 (목소리)

### 외국
- 더모트 멀로니 - 블랜킷 역 (목소리)

## 수입사
- 블루필름웍스

## 수상목록
- 제42회 안시 국제애니메이션 페스티벌 (2018년) 장편비경쟁
- 제55회 금마장 (2018년) 금마장상 후보작
- 제68회 멜버른 국제 영화제 (2019년) 애니메이션 장편, MIFF 스쿨스
- 제15회 부산국제어린이청소년영화제 (2020년) 경계를 넘어